# Ekspresionistička arhitektura
Ekspresionistička arhitektura je avangardna arhitektura u Njemačkoj, Nizozemskoj, Austriji, Češkoj i Danskoj koja je nastala u godinama poslije Prvog svjetskog rata, s vrhuncem do 1930-ih. God. 1913. Adolf Behne je arhitekturu Brune Tauta i Ericha Mendelsohna u časopisu „Pan“ prvi put nazvao ekspresionističkom upoređujući je sa slikarskim pokretom ekspresionizma. Danas ovaj pojam podrazumijeva svaku arhitekturu koja posjeduje osobitosti ovog pokreta, kao što su izobličenja, fragmentaciju ili silovitu komunikaciju prenaglašenih emocija.

## Povijest
Zahvaljujući djelovanju njemačkog werkbunda (Deutsche Werkbund), koji je osnovan 1907. godine, i radovima Petera Behrensa, Hansa Poelziga i Waltera Gropiusa, dodatno se povezuje arhitektura s industrijom i stvara se osnova za novu arhitekturu. Tu je najznačajniji bio geometriji sklon Peter Behrens u čijem su berlinskom studiju radili Le Corbusier, Ludwig Mies van der Rohe i Walter Gropius No, tu je i Hans Poelzig koji radi u jednom sasvim individualističkom stilu, koji postaje jedan od pionira ekspresionizma u arhitekturi. Ovaj izričaj kasnije postaje prihvaćen i doživljava vrhunac u kasnijim projektima Petera Behrensa, ali i u djelima mlađih arhitekata kao što su braća Taut, Gropius, Mies van der Rohe, i drugi. U svojim djelima oni odbacuju historicizam, a funkcionalistička geometrizacija je zamijenjena krivim linijama, te tako arhitektura postaje izrazito plastična i skulpturalnost preuzima arhitektonsku tektoniku. Još u djelima Antonija Gaudija određeni su neki oblici deformacije formi koji će biti razrađeni u arhitekturi ekspresionizma. Werkbund je 1914. godine u Kölnu organizirao veliku izložbu kojom skreće pažnju na svoje ciljeve i izlože radove Petera Behrensa, Waltera Gropiusa, Henryja van de Veldea, Brune Tauta i Josefa Hoffmanna. Na prvim izložbama ekspresionističke skupine Die Brücke („Most”) sudjelovali su i ekspresionistički arhitekti. Pod vodstvom Brune Tauta nastaje grupa arhitekata „Arbeitsrat für Kunst“ („Radničko vijeće za umjetnost”) koja izlazi i sa svojih šest načela nove arhitekture promovira ideju da se sve umjetnosti trebaju spojiti u stvaralačkom radu arhitekta.
U isto vrijeme se u Nizozemskoj oblikuje tzv. „Amsterdamska škola arhitekture”, uglavnom oko rada arhitekta Michel de Klerk, koja se naziva i „ekspresionizmom opeka”.
U duhu ekspresionizma je i spomenik na groblju u Weimaru Waltera Gropiusa, osnivača i arhitekta Bauhausa, ali i “utopije” koje su karakteristične za ovaj pravac, poput smjelih i vizionarskih projekata staklenih nebodera Ludwiga Mies van der Rohea iz 1919. – 21. godine. Mnogi projekti koji su prešli prag realnosti i kao nerealizirani ostali utopijama, ostali su bit ekspresionizma i inspiracija u arhitekturi današnjice. Tu spada i rad Ericha Mendhelsona uz iznimku njegovog realiziranog Einsteinovog tornja (1919. – 21.).
Ekspresionizam, pun fantazije i novih oblika s likovnom spontanošću, je bio veoma važan za razvoj moderne arhitekture. Njega nije sputavao trajan estetski kanon već potreba za stalnim traganjem i otkrivanjem, ne toliko o promjeni forme koliko o samoj promjeni predstave i načina stvaranja. Smatra se da je bio pobuna protiv tradicije, ali i postupno traganje za stilom koji bi odgovarao novom načinu života, novim shvatanjima, materijalima i mogućnostima.
Unutrašnjost Velikog berlinskog kazališta (Grosse Schauspielhaus) iz 1919. god., arhitekta Hansa Poelziga, je imao špiljske prolaze kojima su bile povezane velike prostorije s golemom kupolom, dok su veliki stupovi imali serije raskošnih kapitela s kojih su sijalice s njih stropu davale izgled sazvježđa. No nakon što su ga preuzeli nacisti, koji su ga držali za „Entartete Kunst”, sakrili su njegove ekspresionističke odlike, i nakon Drugog svjetskog rata je potpuno propalo.
Utjecajni kritičar i povjesničar arhitekture, Sigfried Giedion, u svojoj knjizi „Prostor, vrijeme i arhitektura” (1941.) je otpisao ekspresionističku arhitekturu kao samo jedan od oblika funkcionalizma (internacionalni stil). No, njegove ideje su opstale, te je 1953. god. njemački arhitekt i emigrant, Mathias Goeritz, u Meksiku objavio djelo „Emocionalna arhitektura” (Arquitectura Emocional) u kojoj je odvažno tvrdio kako su „osnovna načela arhitekture emocije”. Moderni meksički arhitekt, Luis Barragán, je prilagodio ovaj pojam koji je snažno utzjecao na njegovu modernu arhitekturu. Njih su dvojica zajedno sudjelovali na projektu „Satelitskih tornjeva” (Torres de Satélite, Ciudad de Mexico, 1957. – 58.).
Tek se 1970-ih počelo pozitivo vrednovati i cijeniti utjecaj ekspresionizma na modernu arhitekturu i dolazi do tzv. neokspresionizma u arhitekturi, što se može osjetiti i u radovima mnogih modernih arhitekata (Le Corbusier, Eero Saarinen, Jørn Utzon, Enric Miralles, Zaha Hadid, Daniel Libeskind i dr.).
U Hrvatskoj se ekspresionizam u arhitekturi javlja ponajviše tijekom 1920-ih i u manjoj mjeri 1930-ih u djelima Drage Iblera, Zdenka Strižića, Josipa Pičmana, Stjepana Planića, Jurja Neidhardta i Dioniza Sunka.
- Chilehaus u Hamburgu iz 1924. (Fritz Höger)
- Katolička župna crkva sv. Križa (Heilig-Kreuz) u Gelsenkirchenu, 1927.–29. (Josef Franke)
- „Satelitski tornjevi” u Ciudad de Mexicu, 1957.-58. (Luis Barragán)
- Berlinska filharmonija, 1956.-63. (Hans Scharoun)
- Židovski muzej u Berlinu, 1989.-99. (Daniel Libeskind)

## Odabrani predstavnici
| - Cajetan J. B. Baumann - Adolf Behne - Peter Behrens - Max Berg - Dominikus Böhm - Gottfried Böhm - Martin Elsaesser - Hermann Finsterlin - Hugo Häring | - Fritz Höger - Peder Vilhelm Jensen-Klint - Michel de Klerk - Piet Kramer - Carl Krayl - Hans Luckhardt - Wasilli Luckhardt - Erich Mendelsohn | - Hans Poelzig - Guðjón Samúelsson - Hans Scharoun - Rudolf Steiner - Bruno Taut - Max Taut - Johan van der Mey - Jan Wils |